# Llámame, si me necesitas
«Llámame, si me necesitas» es una canción  interpretada por la banda argentina de rock Miguel Mateos/ZAS, que está incluida en su sexto álbum de estudio Solos en América (1986).

## Antecedentes
La canción fue escrita por el mismo Mateos, y hace alusión a un amor incondicional que puede y necesita de su amor o cuando lo necesite u ocupe estar a su lado.

## Promoción
La canción ha estado incluida en varios discos en vivo del mismo y en el album Primera fila del año 2011.

## Lista de canciones

### CD - Promo
| Llámame, si me necesitas — Single |                            |          |  |
| N.º                               | Título                     | Duración |  |
| 1.                                | «Llámame, si me necesitas» | 4:30     |  |

## Posiciones en las listas
| Listas                                     | Posición |
| ------------------------------------------ | -------- |
| Estados Unidos Billboard Latin Pop Airplay | 40       |

## Créditos
- Miguel Mateos: voz principal y coros, sintetizadores y guitarra rítmica.
- Carlos Alberto García López: guitarra principal.
- Cachorro López: bajo.
- Alejandro Mateos: batería y y caja de ritmos.
- Julio Lala: sintetizadores.
- Kim Bullard: sintetizadores.
- Phil Kenzie: saxofón.
- Stan Bush: coros.
- Cecilia Bullard: coros.

## Premios y nominaciones
| Año  | Publicación   | País      | Lista                                           | Puesto |
| ---- | ------------- | --------- | ----------------------------------------------- | ------ |
| 2014 | Rolling Stone | Argentina | 100 canciones más destacadas del rock argentino | 81°    |